# Fundación Gabo
La Fundación Gabo, anteriormente conocida como FNPI, Fundación Gabriel García Márquez para el Nuevo Periodismo Iberoamericano, es una institución sin ánimo de lucro creada por Gabriel García Márquez, con sede en Cartagena de Indias, Colombia. Desde 1995 realiza talleres, premios, becas, publicaciones y lidera iniciativas para el estímulo, calidad y proyección del periodismo en Iberoamérica.

## Maestros de la Fundación Gabo

### Consejo Rector
- Jon Lee Anderson
- Rosental Alves
- Carlos Fernando Chamorro
- Martín Caparrós
- Héctor Feliciano
- Jean François Fogel
- Mónica González
- Leila Guerriero
- Sergio Ramírez
- Germán Rey
- María Teresa Ronderos
- Natalia Viana

### Directores de taller
- Alberto Salcedo Ramos
- Alma Guillermoprieto
- Alex Grijelmo
- Álvaro Sierra
- Arturo Larena
- Bruno Patiño
- Cristian Alarcón
- Daniel Santoro
- David Welna
- Francis Pisani
- Francisco Goldman
- Donna de Cesare
- Geraldinho Vieira
- Guillermo Culell
- Gumersindo Lafuente
- Javier Darío Restrepo
- Jonathan Levi
- Juan Gossaín
- Juan Villoro
- Julio Villanueva Chang
- Leila Guerriero
- Luis Miguel González
- Marcelo Beraba
- Marcelo Franco
- Mario Tascón
- Miguel Ángel Bastenier
- Olga Lucía Lozano
- Pablo Corral Vega
- Phil Bennett
- Sergio Muñoz Bata
- Stephen Ferry

### Maestros invitados
- Alexandra García
- Ana Arana
- Anne Midgette
- Ángela Posada Swafford
- A.O. Scott
- Andreu Missé
- Arturo Guerrero
- Bettina Ambach
- Carlos Eduardo Huertas
- Caco Barcellos
- Daniel Samper Pizano
- Darío Fernando Patiño
- Diego Fischerman
- Esther Vargas
- Fernanda Solórzano
- Francine Prose
- Gervasio Sánchez
- Hernando Álvarez
- Ignacio Fernández Bayo
- James Breiner
- Joaquín Fernández Sánchez
- José Ribas
- Josefina Licitra
- Juanita León
- Julio Blanck
- Mandalit Del Barco
- Mar Cabra
- Marcelo Canellas
- Mario Jursich
- Matthew Caruana-Galizia
- Marta Ruíz
- Rafael Argullol
- Santiago Gamboa
- Steven Dudley
- Xaquín González

## Premio Gabriel García Márquez de Periodismo
La Fundación Gabo instituye el Premio Gabo con el objetivo de incentivar la búsqueda de la excelencia, la innovación y la coherencia ética por parte de periodistas y medios que trabajen y publiquen en las lenguas española y portuguesa en los países de las Américas (incluyendo Estados Unidos y Canadá) y la península ibérica, con inspiración en los ideales que llevaron a Gabriel García Márquez a constituir la Fundación Gabo.

### Ganadores
| III edición - 2015                    | III edición - 2015                                                                     | III edición - 2015                   | III edición - 2015              |                |
| Categoría                             | Ganador(es)                                                                            | Título                               | Medio                           |                |
| ------------------------------------- | -------------------------------------------------------------------------------------- | ------------------------------------ | ------------------------------- | -------------- |
| Texto                                 | Javier Sinay                                                                           | Rápido, furioso, muerto              | Revista Rolling Stone Argentina |                |
|                                       |                                                                                        |                                      |                                 |                |
| Imagen                                | Tomás Munita                                                                           | Vaqueros extremos                    | National Geographic             |                |
| Cobertura                             | Rafael Cabrera, Daniel Lizárraga, Irving Huerta, Sebastián Barragán y Carmen Aristegui | La casa blanca de Enrique Peña Nieto | Aristegui Noticias              |                |
|                                       |                                                                                        |                                      |                                 |                |
| Innovación                            | Laura Zommer y equipo de Chequeado                                                     | Chequeado                            | Chequeado.com                   |                |
|                                       |                                                                                        |                                      |                                 |                |
| Reconocimiento a la excelencia        | Dorrit Harazim                                                                         | Dorrit Harazim                       | Dorrit Harazim                  | Dorrit Harazim |
|                                       |                                                                                        |                                      |                                 |                |
| Reconocimiento Clemente Manuel Zabala | Mauricio Sáenz                                                                         | Mauricio Sáenz                       | Mauricio Sáenz                  | Mauricio Sáenz |

| II edición - 2014              | II edición - 2014                             | II edición - 2014                      | II edición - 2014                      |                                        |
| Categoría                      | Ganador(es)                                   | Título                                 | Medio                                  |                                        |
| ------------------------------ | --------------------------------------------- | -------------------------------------- | -------------------------------------- | -------------------------------------- |
| Texto                          | Eduardo Suárez                                | Exxon Valdez, una mancha de 25 años    | Diario El Mundo                        |                                        |
|                                |                                               |                                        |                                        |                                        |
| Imagen                         | Manolo Sarmiento y Lisandra Rivera            | La muerte de Jaime Roldós              | Película documental                    |                                        |
|                                |                                               |                                        |                                        |                                        |
| Cobertura                      | César Batiz y antiguo equipo Últimas Noticias | Sucesos del 12F                        | Últimas Noticias                       |                                        |
|                                |                                               |                                        |                                        |                                        |
| Innovación                     | Carolina Guerrero y Daniel Alarcón            | Radio Ambulante                        | Radio Ambulante                        |                                        |
|                                |                                               |                                        |                                        |                                        |
| Reconocimiento a la excelencia | Marcela Turati y Javier Darío Restrepo        | Marcela Turati y Javier Darío Restrepo | Marcela Turati y Javier Darío Restrepo | Marcela Turati y Javier Darío Restrepo |

| I edición - 2013               | I edición - 2013                         | I edición - 2013                                    | I edición - 2013             |                  |
| Categoría                      | Ganador(es)                              | Título                                              | Medio                        |                  |
| ------------------------------ | ---------------------------------------- | --------------------------------------------------- | ---------------------------- | ---------------- |
| Crónica y reportaje            | Alejandro Almazán                        | Carta desde La Laguna                               | Gatopardo                    |                  |
|                                |                                          |                                                     |                              |                  |
| Imagen periodística            | Esteban Félix                            | Azúcar amargo: la epidemia misteriosa               | Associated Press             |                  |
|                                |                                          |                                                     |                              |                  |
| Cobertura noticiosa            | Lucio Castro                             | Memórias No Chumbo – O futebol nos tempos do Condor | ESPN                         |                  |
|                                |                                          |                                                     |                              |                  |
| Innovación                     | Olga Lucía Lozano y equipo Proyecto Rosa | Proyecto Rosa                                       | La Silla Vacía/Proyecto Rosa |                  |
|                                |                                          |                                                     |                              |                  |
| Reconocimiento a la excelencia | Giannina Segnini                         | Giannina Segnini                                    | Giannina Segnini             | Giannina Segnini |

La lista completa en Premio Gabriel García Márquez de Periodismo.
Para los años anteriores ver Premio Nuevo Periodismo CEMEX+FNPI.